# Coffea vavateninensis
Coffea vavateninensis är en måreväxtart som beskrevs av J.-f.Leroy. Coffea vavateninensis ingår i släktet Coffea och familjen måreväxter. Inga underarter finns listade i Catalogue of Life.